# Clyde Bellecourt
Clyde Bellecourt o Nee-gon-we-way-we-dun (White Earth, EUA, 8 de maig de 1936 – Minneapolis, EUA, 11 de gener de 2022) fou un activista anishinaabemowin que, amb el seu germà Vernon Bellecourt i amb Dennis Banks, van fundar plegats l'American Indian Movement (AIM) el 1968, que tenia l'objectiu de conscienciar sobre la violència policial i la discriminació contra els nadius americans.
Considerat com un dels líders històrics pels drets indígenes als Estats Units d'Amèrica, el 1972 participà en l'ocupació de la seu central del Bureau of Indian Affairs (BIA) i el 1973 en els fets de Wounded Knee. Anys més tard, el seu germà i ell foren expulsats de l'AIM el 1994, acusats de col·laboracionisme. Aleshores crearen el National American Indian Movement Inc., que des de llavors ha organitzat un sistema escolar indi i patrulles de l'AIM a Minneapolis.